# Гончарово (Софиевский район)
Гончарово (укр. Гончарове) — село,
Девладовский сельский совет,
Софиевский район,
Днепропетровская область,
Украина.
Код КОАТУУ — 1225282504. Население по переписи 2001 года составляло 111 человек .

## Географическое положение
Село Гончарово находится на расстоянии в 1 км от посёлка Девладово и села Водяное.
Рядом проходит автомобильная дорога Т-0419 и
железная дорога, станция Девладово в 1,5 км.

## Происхождение названия
На территории Украины 2 населённых пункта с названием Гончарово.